# Ацетиленид дирубидия
Ацетиленид дирубидия — бинарное неорганическое соединение
рубидия и углерода, ацетиленид с формулой Rb2C2,
бесцветные кристаллы,
реагирует с водой,
самовоспламеняется на воздухе.

## Получение
- Нагревание ацетиленида рубидия с избытком рубидия в вакууме:

{\displaystyle {\mathsf {2RbHC_{2}+Rb\ {\xrightarrow {200^{o}C}}\ Rb_{2}C_{2}+H_{2}\uparrow }}}
- Термическое разложение ацетиленида рубидия в вакууме [1]:

{\displaystyle {\mathsf {2RbHC_{2}\ {\xrightarrow {520^{o}C}}\ Rb_{2}C_{2}+H_{2}C_{2}\uparrow }}}

## Физические свойства
Ацетиленид дирубидия образует бесцветные кристаллы двух модификаций :
- гексагональной сингонии, пространственная группа P 62m;
- ромбической сингонии, пространственная группа P nma, параметры ячейки a = 0,993 нм, b = 0,484 нм, c = 0,905 нм, Z = 4.